# Smoljan
Smoljan (bulharsky Смолян) je město v jižním Bulharsku ležící ve střední části Rodopů v údolí řeky Černa, prítoku Ardy. Je správním střediskem stejnojmenné obštiny a Smoljanské oblasti a má přibližně 28 tisíc obyvatel.

## Historie
Poté, co Osmanská říše dobyla Balkán, přidělil sultán roku 1519 střední Rodopy věhlasnému lékaři Ahi Çelebimu. V osmanských dokumentech ze 17. století se předchůdce dnešního města uvádí jako Ezerovo. a v novějších jako Başmaklı, což se později přeměnilo na Paşmaklı. Pod zdejší správu spadalo také 14 okolních vsí a v tomto okrsku (kaza) sídlilo počátkem 70. let 19. století 4 191 domácností se 70% převahou muslimského obyvatelstva. Po balkánských válkách v roce 1913 byla zdejší ves řízena nezávislou vládou Západní Thrákie a po jejím zániku se stala součástí Bulharska. V oné době až do roku 1934 nesla jméno Pašmakli (Пашмакли) a poté byla přejmenována na současný název podle slovanského kmene Smoljanů, který zde usadil v 6. a 7. století. Na město byla povýšena v roce 1960 spolu se sloučením s dědinami Rajkovo (Райково) a Ustovo (Устово).

## Obyvatelstvo
K 15. září 2024 ve městě žilo 27 538 obyvatel a bylo zde trvale hlášeno 30 002 obyvatel. Podle sčítání 1. února 2011 bylo národnostní složení následující:
- Bulhaři: 25 045 (97.0 %)
- Romové: 258 (1.0 %)
- Turci: 153 (0.6 %)
- ostatní[p 2]: 368 (1.4 %)